# Saint-Loup-de-Naud
Pour les articles homonymes, voir Saint-Loup.
Saint-Loup-de-Naud est une commune française située dans le sud-est du  département de Seine-et-Marne en région Île-de-France.

## Géographie

### Localisation
Le village est situé à 8,5 km au sud-ouest de Provins et à 4 km au nord-ouest de Longueville.

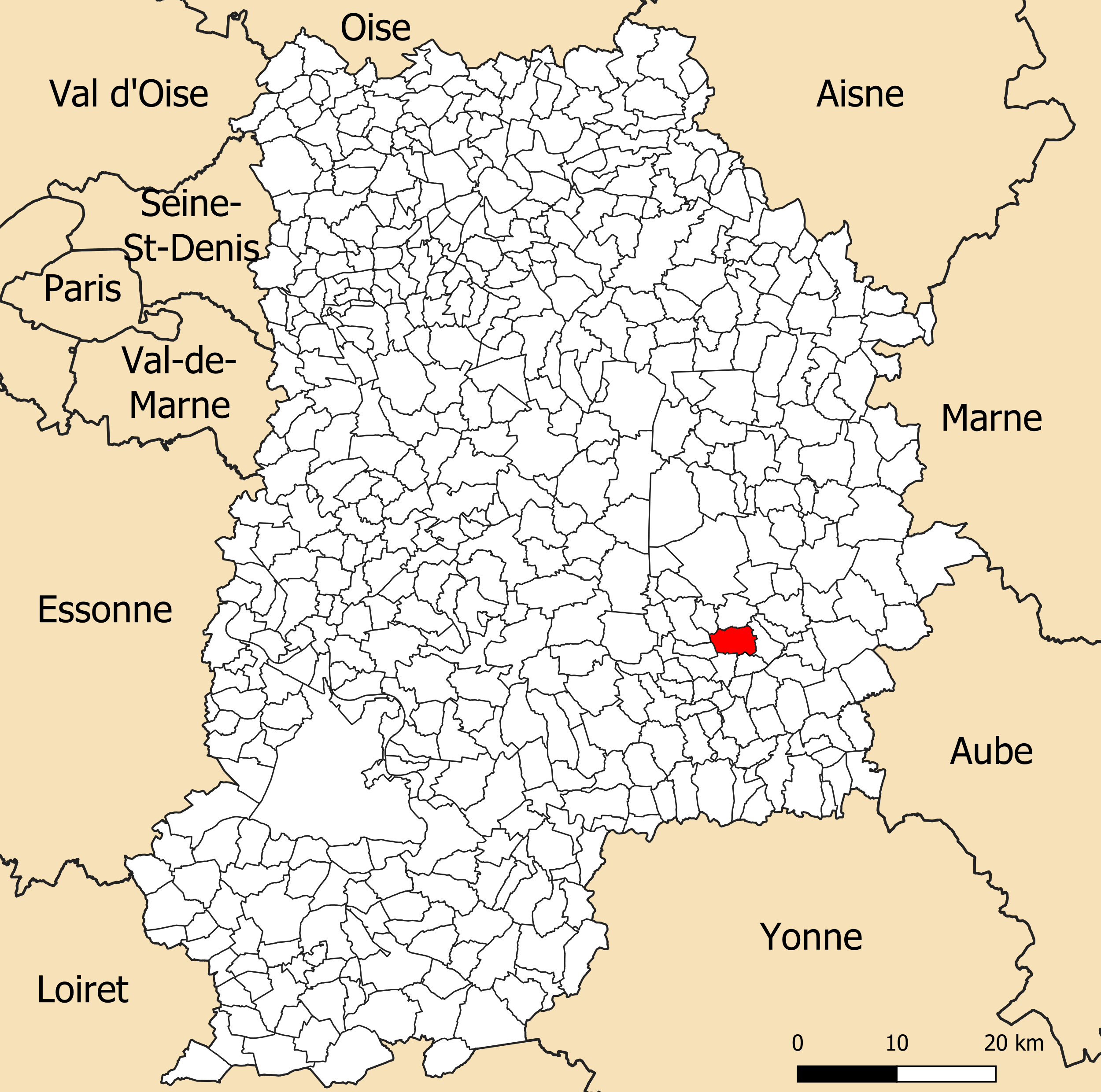
Localisation de la commune de Saint-Loup-de-Naud dans le département de Seine-et-Marne.

### Communes limitrophes
| La Chapelle-Saint-Sulpice | Vulaines-lès-Provins |                |
| Maison-Rouge              | Saint-Loup-de-Naud   | Sainte-Colombe |
| Lizines                   | Savins               | Longueville    |

### Géologie et relief
Le paysage est essentiellement un plateau entaillé assez profondément par des vallées aux flancs plutôt abrupts (la pente atteignant couramment 55 m de dénivelé sur 180 m linéaires).

### Hydrographie

#### Réseau hydrographique

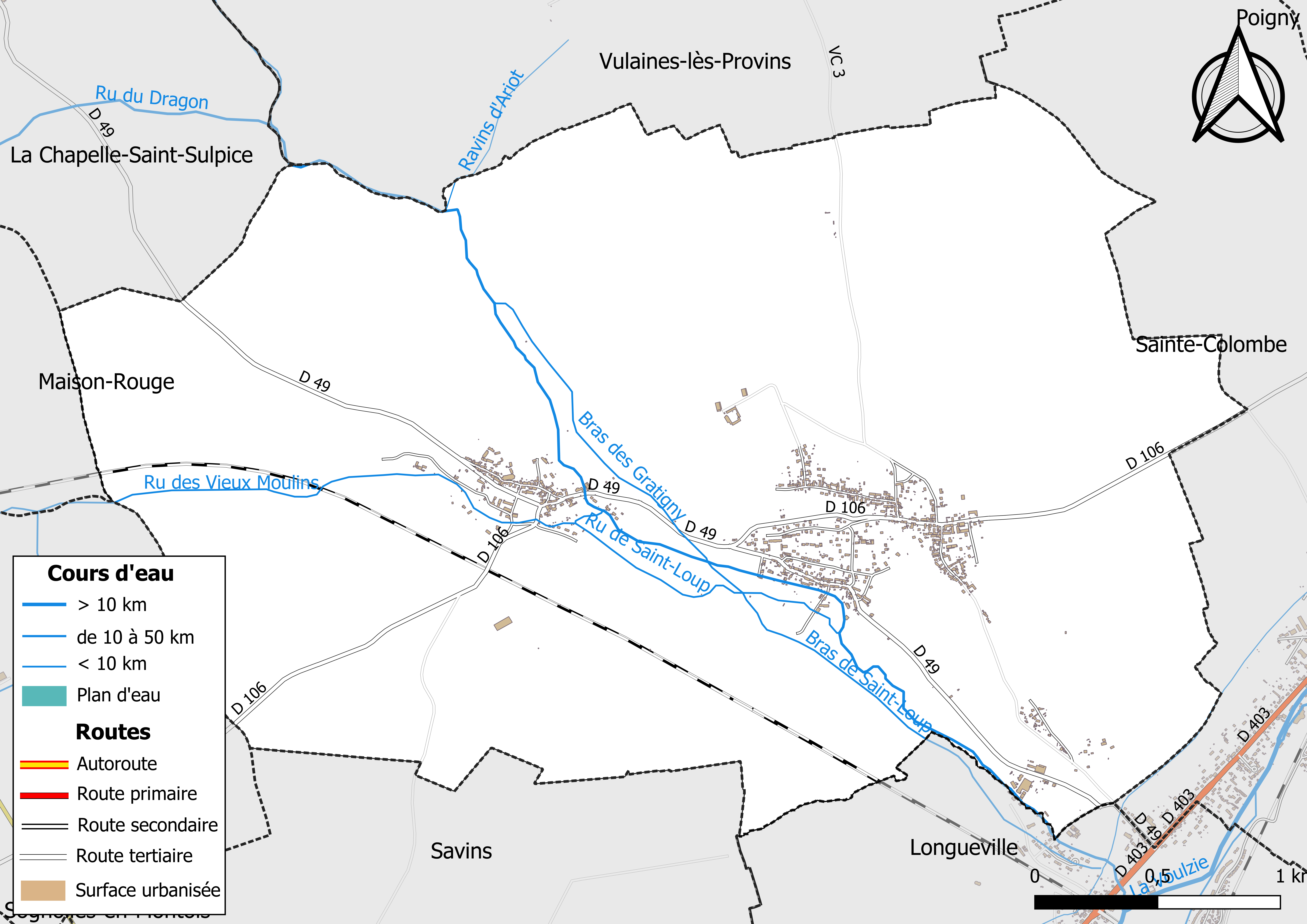
Carte des réseaux hydrographique et routier de Saint-Loup-de-Naud.

Le réseau hydrographique de la commune se compose de quatre cours d'eau référencés :
- le ru du Dragon ou ru des Glatigny, long de 8,12 km[2], petit affluent en rive droite (à l'ouest) de la Voulzie, elle-même affluent direct en rive gauche (au nord) de la Seine qui n'est qu'à 10 km à vol d'oiseau, 12 km en suivant les vallées de ces cours d'eau.
  - les ravins d'Ariot[Note 1], 0,92 km[3], et ;
  - le ru des Vieux Moulins, long de 4,65 km[4], affluents de ru du Dragon ;
  - le ru de Saint-Loup, long de 1,27 km[5], qui conflue avec le ru du Dragon.

Par ailleurs, son territoire est également traversé par :
- le canal des Ormes[Note 1], aqueduc, conduite forcée de 24,31 km[6] qui conflue avec la Voulzie ;
- une branche de l'aqueduc de la Voulzie qui passe sur la commune, suivant à peu près le cours du ru des Glatigny ;
- le bras des Gratigny, 0,20 km[7] et ;
- le bras des Gratigny, 1,45 km[8], aqueducs et conduites forcées qui confluent avec le ru du Dragon ;
- le bras de Saint-Loup, aqueduc, conduite forcée de 1,92 km[9].

La longueur totale des cours d'eau sur la commune est de 11,28 km.

#### Gestion des cours d'eau
Afin d’atteindre le bon état des eaux imposé par la Directive-cadre sur l'eau du 23 octobre 2000, plusieurs outils de gestion intégrée s’articulent à différentes échelles : le SDAGE, à l’échelle du bassin hydrographique, et le SAGE, à l’échelle locale. Ce dernier fixe les objectifs généraux d’utilisation, de mise en valeur et de protection quantitative et qualitative des ressources en eau superficielle et souterraine. Le département de Seine-et-Marne est couvert par six SAGE, au sein du bassin Seine-Normandie.
La commune fait partie du SAGE « Bassée Voulzie », en cours d'élaboration en décembre 2020. Le territoire de ce SAGE concerne 144 communes dont 73 en Seine-et-Marne, 50 dans l'Aube, 15 dans la Marne et 6 dans l'Yonne, pour une superficie de 1 710 km2,. Le pilotage et l’animation du SAGE sont assurés par Syndicat Mixte Ouvert de l’eau potable, de l’assainissement collectif, de l’assainissement non collectif, des milieux aquatiques et de la démoustication (SDDEA), qualifié de « structure porteuse ».

### Climat
Pour des articles plus généraux, voir Climat de l'Île-de-France et Climat de Seine-et-Marne.
En 2010, le climat de la commune est de type climat océanique dégradé des plaines du Centre et du Nord, selon une étude du CNRS s'appuyant sur une série de données couvrant la période 1971-2000. En 2020, Météo-France publie une typologie des climats de la France métropolitaine dans laquelle la commune est exposée à un climat océanique altéré et est dans la région climatique Nord-est du bassin Parisien, caractérisée par un ensoleillement médiocre, une pluviométrie moyenne régulièrement répartie au cours de l’année et un hiver froid (3 °C).
Pour la période 1971-2000, la température annuelle moyenne est de 10,5 °C, avec une amplitude thermique annuelle de 16,1 °C. Le cumul annuel moyen de précipitations est de 741 mm, avec 12,2 jours de précipitations en janvier et 7,8 jours en juillet. Pour la période 1991-2020, la température moyenne annuelle observée sur la station météorologique la plus proche, située sur la commune de Voulton à 12 km à vol d'oiseau, est de 11,3 °C et le cumul annuel moyen de précipitations est de 740,8 mm,. Pour l'avenir, les paramètres climatiques de la commune estimés pour 2050 selon différents scénarios d'émission de gaz à effet de serre sont consultables sur un site dédié publié par Météo-France en novembre 2022.

### Milieux naturels et biodiversité

#### Réseau Natura 2000

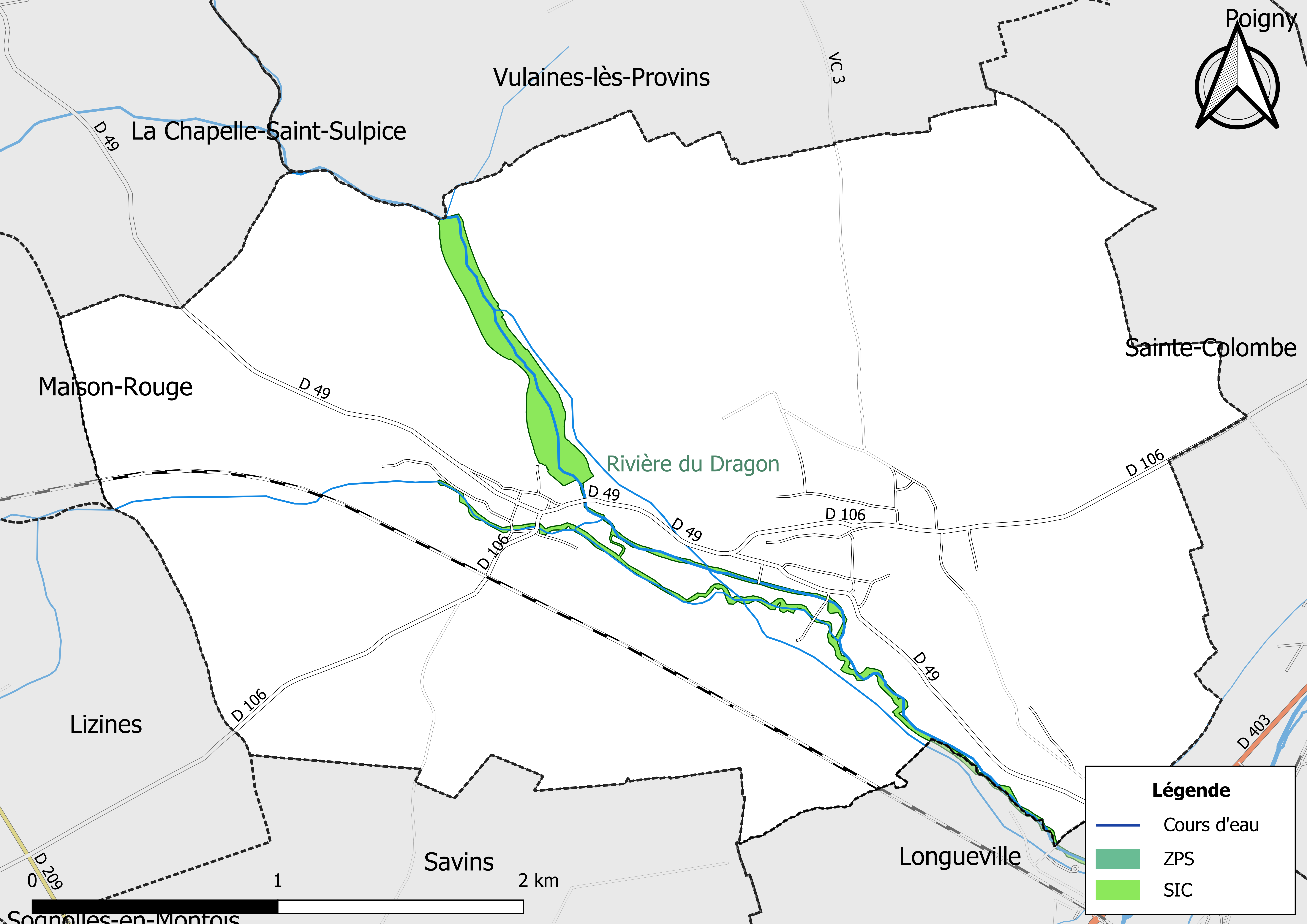
Sites Natura 2000 sur le territoire communal.

Le réseau Natura 2000 est un réseau écologique européen de sites naturels d’intérêt écologique élaboré à partir des Directives « Habitats » et « Oiseaux ». Ce réseau est constitué de Zones spéciales de conservation (ZSC) et de Zones de protection spéciale (ZPS). Dans les zones de ce réseau, les États Membres s'engagent à maintenir dans un état de conservation favorable les types d'habitats et d'espèces concernés, par le biais de mesures réglementaires, administratives ou contractuelles.
Un site Natura 2000 a été défini sur la commune au titre de la « directive Habitats », : 
la « Rivière du dragon », d'une superficie de 24,26 ha, une rivière de la première catégorie piscicole, du domaine salmonicole. Des populations de Chabot et Lamproie de Planer y sont connues ainsi qu’un cortège particulièrement riche d’espèces associées à ce type de cours d’eau,.

## Urbanisme

### Typologie
Au 1er janvier 2024, Saint-Loup-de-Naud est catégorisée ceinture urbaine, selon la nouvelle grille communale de densité à sept niveaux définie par l'Insee en 2022.
Elle est située hors unité urbaine. Par ailleurs la commune fait partie de l'aire d'attraction de Paris, dont elle est une commune de la couronne,. Cette aire regroupe 1 929 communes,.

### Lieux-dits et écarts
La commune compte 149 lieux-dits administratifs répertoriés consultables ici (source : le fichier Fantoir).
Trois hameaux forment le village proprement dit : Courton-le-Haut, Courton-le-Bas et Saint-Loup-de-Naud. Hormis ceux-ci, il y a peu d'autres hameaux sur la commune : Sainte-Marie, Noyot et les Granges. La mairie se trouve à Courton-le-Bas.

### Occupation des sols
L'occupation des sols de la commune, telle qu'elle ressort de la base de données européenne d’occupation biophysique des sols Corine Land Cover (CLC), est marquée par l'importance des territoires agricoles (60,7 % en 2018), une proportion sensiblement équivalente à celle de 1990 (60,8 %). La répartition détaillée en 2018 est la suivante : 
terres arables (60,7% ), forêts (30,5% ), zones urbanisées (8,8 %).
Parallèlement, L'Institut Paris Région, agence d'urbanisme de la région Île-de-France, a mis en place un inventaire numérique de l'occupation du sol de l'Île-de-France, dénommé le MOS (Mode d'occupation du sol), actualisé régulièrement depuis sa première édition en 1982. Réalisé à partir de photos aériennes, le Mos distingue les espaces naturels, agricoles et forestiers mais aussi les espaces urbains (habitat, infrastructures, équipements, activités économiques, etc.) selon une classification pouvant aller jusqu'à 81 postes, différente de celle de Corine Land Cover,,. L'Institut met également à disposition des outils permettant de visualiser par photo aérienne l'évolution de l'occupation des sols de la commune entre 1949 et 2018.

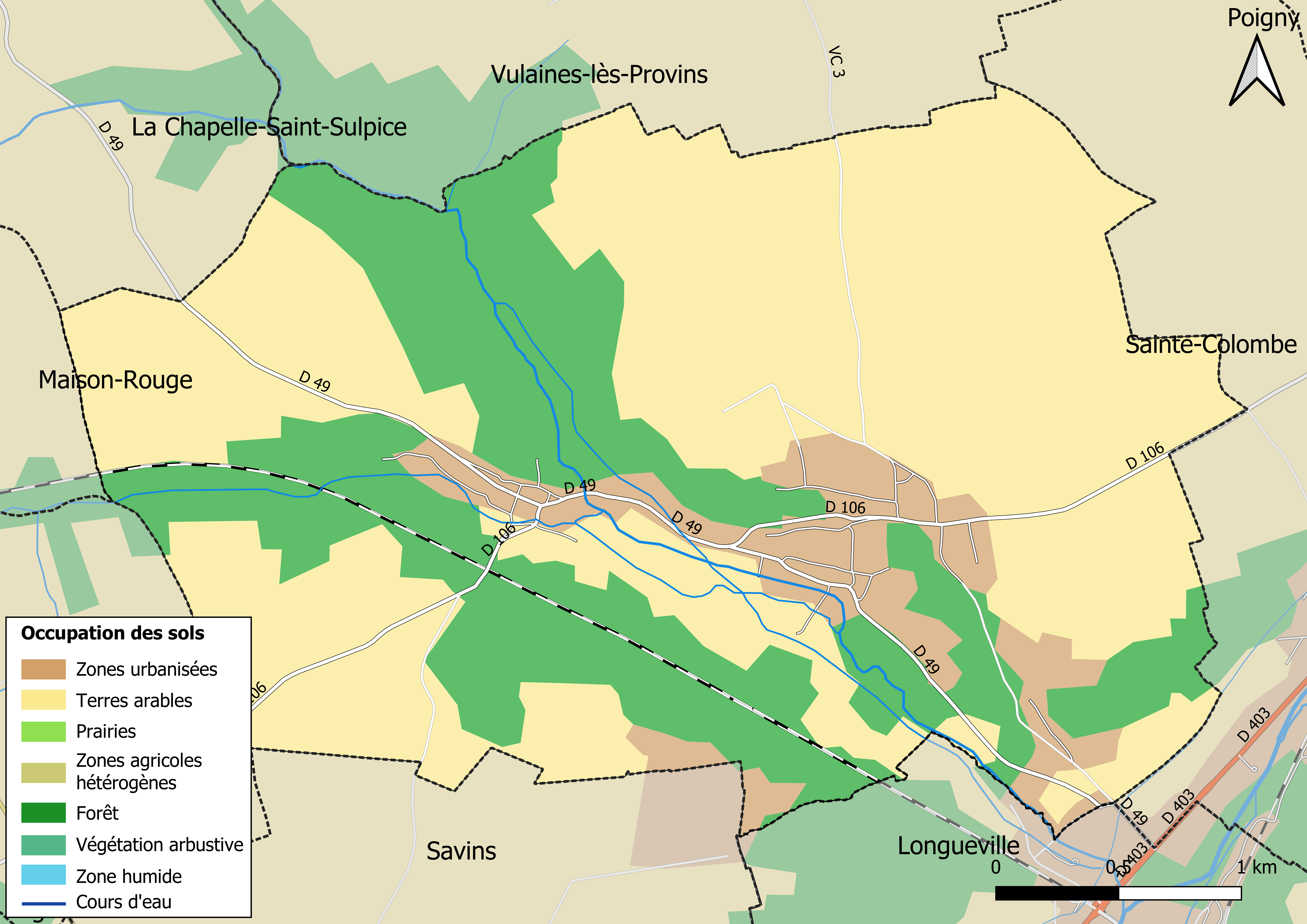
Carte des infrastructures et de l'occupation des sols en 2018 (CLC) de la commune.
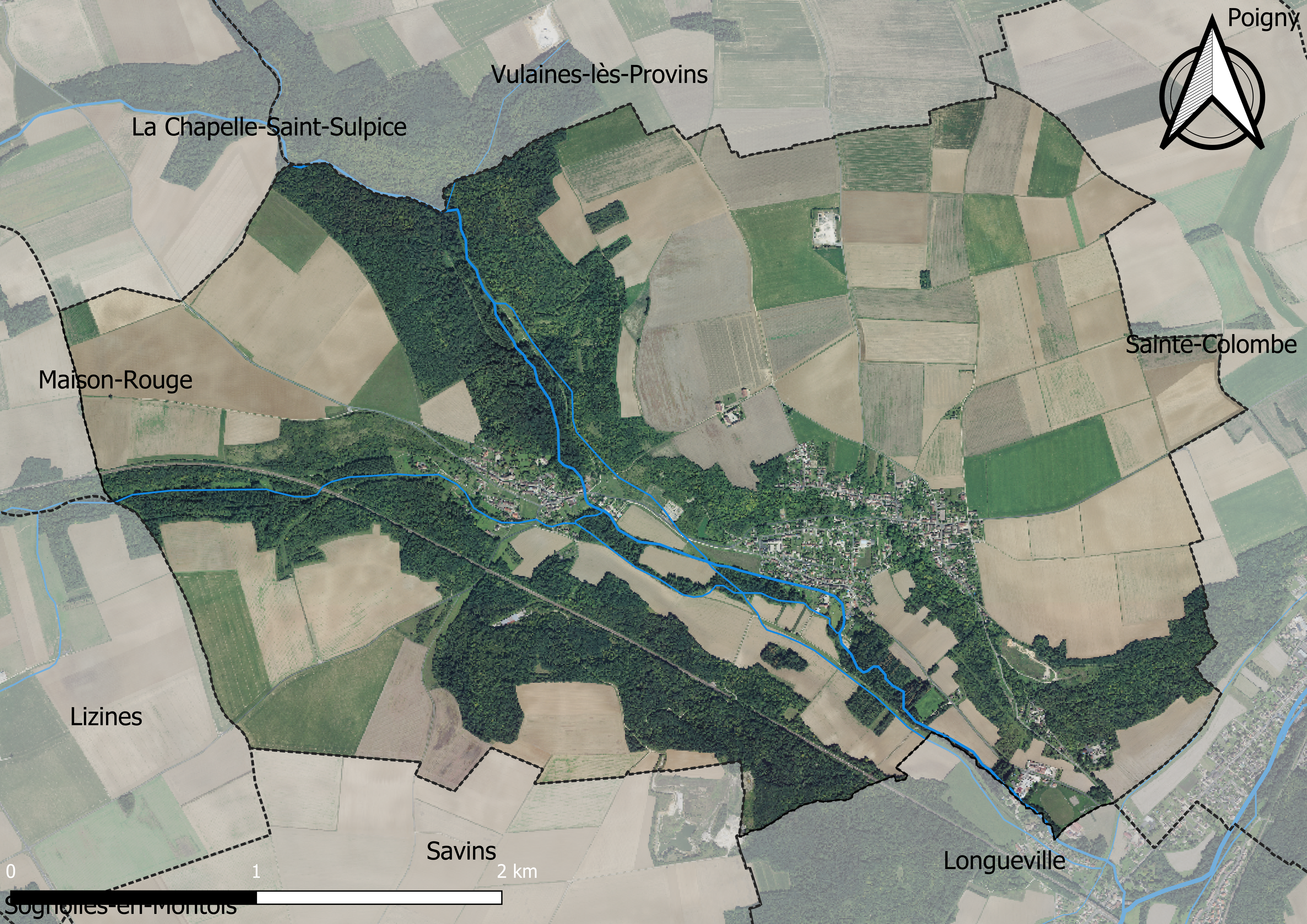
Carte orhophotogrammétrique de la commune.

### Planification
La loi SRU du 13 décembre 2000 a incité les communes à se regrouper au sein d’un établissement public, pour déterminer les partis d’aménagement de l’espace au sein d’un SCoT, un document d’orientation stratégique des politiques publiques à une grande échelle et à un horizon de 20 ans et s'imposant aux documents d'urbanisme locaux, les PLU (Plan local d'urbanisme). La commune est dans le territoire du SCOT Grand Provinois, dont le projet a été arrêté le 29 janvier 2020, porté par le syndicat mixte d’études et de programmation (SMEP) du Grand Provinois, qui regroupe les Communautés de Communes du Provinois et de Bassée-Montois, soit 82 communes.
La commune disposait en 2019 d'une carte communale approuvée.

### Logement
En 2017, le nombre total de logements dans la commune était de 415 dont 99 % de maisons (maisons de ville, corps de ferme, pavillons, etc.) et 0,7 % d'appartements.
Parmi ces logements, 88,2 % étaient des résidences principales, 4,3 % des résidences secondaires et 7,6 % des logements vacants.
La part des ménages fiscaux propriétaires de leur résidence principale s'élevait à 80,5 % contre 16,2 % de locataires dont, 4,1 % de logements HLM loués vides (logements sociaux) et, 3,3 % logés gratuitement.

### Voies de communication et transports

#### Transports
La gare SNCF la plus proche est la gare de Longueville, située à 4 kilomètres.

## Toponymie
Le nom de la localité est mentionné sous les formes « In villa que dicitur Naudus in honore sancti Lupi » en 980 ; « In pago Pruvinensi, in villa que vocatur Naldus, altare Sancti Lupi » en 1136 ; Molendinum Naudi en 1160 ; Ecclesia confessoris Lupi de No en 1162 ; Naudum et Sanctus Lupus de No en 1201 ; No vers 1222 (Livre des vassaux) ; Saint Lou de Nou en 1268 ; Saint Leu en 1269 ; Sanctus Lupus de Nodo en 1270 ; Nou en 1276 ; Sanctus Lupus de Naudo au XIIIe siècle ; Saint Lou de No en 1342 ; Parrochia Sancti Lupi de Naudo en 1367 ; Saint Lou de Nou en 1383 ; Saint Lou en 1391 ; Saint Leu de No en 1405 ; Saint Loup de No lez Provins en 1539 ; Saint Loup lez Provins en 1564 ; Saint Loup de Nau en 1793 ; Saint-Loup-de-Naud en 1801.
Étymologie : de Saint Loup (Loup de Sens) et du gaulois nauda, « terrain humide ».

## Histoire
Le site de Saint-Loup-de-Naud est occupé durant la Préhistoire. Un silex acheuléen remontant au Paléolithique inférieur et une hache polie en serpentine du Néolithique ont été retrouvés sur le territoire de la commune.
Le village se constitue au cours du VIe siècle, en haut d'un éperon rocher qui domine la vallée du ru du Dragon. Mais il connaît un véritable essor à partir de la fin du Xe siècle à la suite de la création du prieuré bénédictin de Saint-Loup, but d'un important pèlerinage en l'honneur des reliques de saint Loup, évêque de Sens. L'église priorale Saint-Loup, qui sert également d'église paroissiale au village, est achevée grâce aux donations d'Henri le Libéral, comte de Champagne.
Cependant, le village connaît une longue décadence à partir du XIIIe siècle. Le recul des foires de Champagne, en particulier de Provins, toute proche, porte un coup à l'économie villageoise. La population du village a déjà diminué de moitié au début du XVe siècle lorsque le prieuré est ruiné par les Anglais de Thomas Guérard en 1432, durant la guerre de Cent Ans. Le village connait à nouveau les malheurs de la guerre lorsque les protestants s'emparent du village en 1567 lors des guerres de religion.

## Politique et administration

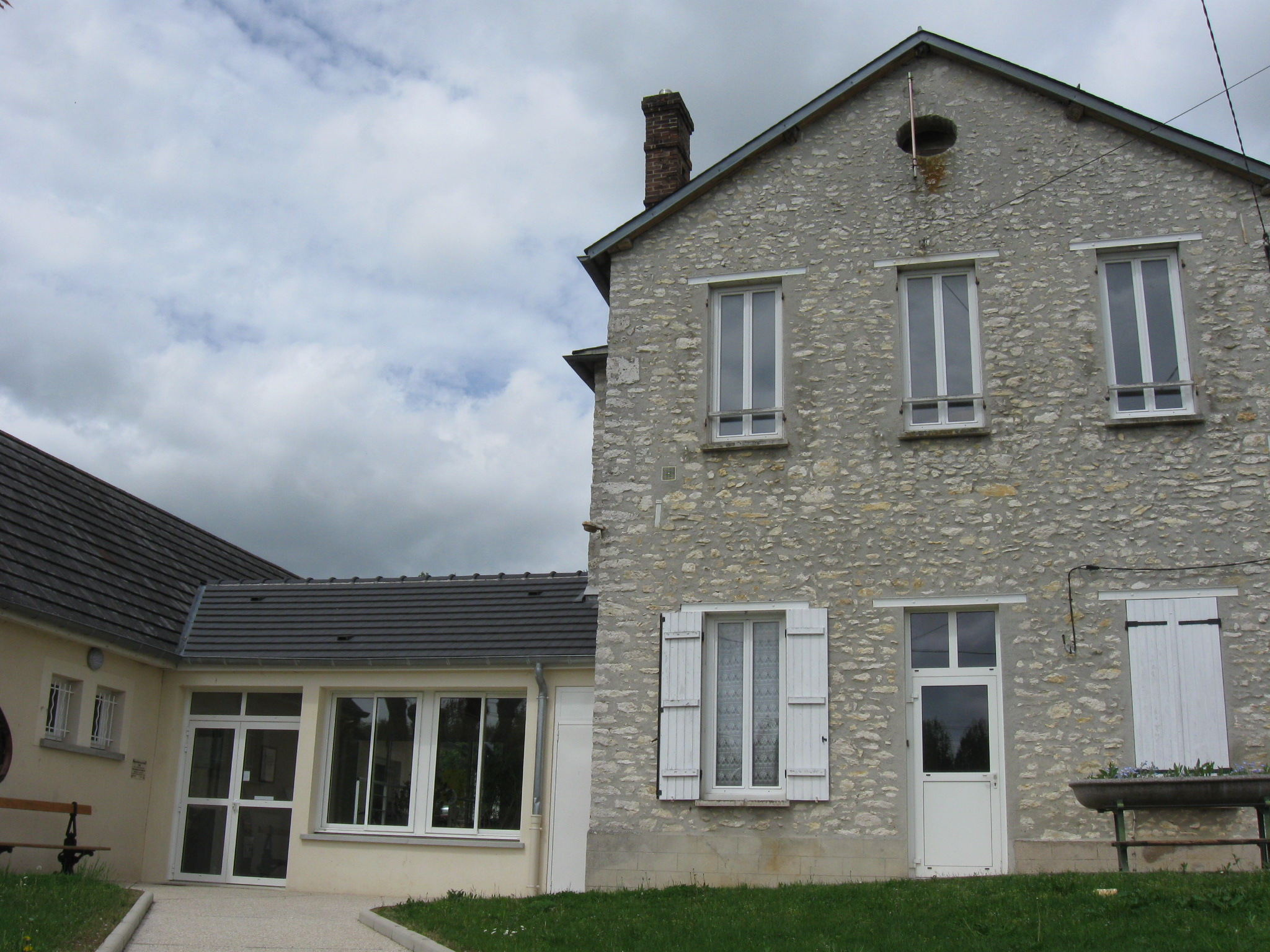
La mairie.

### Liste des maires
| Période                                  | Période   | Identité        | Étiquette | Qualité    |
| ---------------------------------------- | --------- | --------------- | --------- | ---------- |
| Les données manquantes sont à compléter. |           |                 |           |            |
| avant 1981                               | ?         | Roland Carreau  | PCF       |            |
| mars 2001                                | mars 2014 | Françoise Gries |           | Secrétaire |
| mars 2014                                | En cours  | Gilbert Dal Pan |           |            |

## Équipements et services

### Eau et assainissement
L’organisation de la distribution de l’eau potable, de la collecte et du traitement des eaux usées et pluviales relève des communes. La loi NOTRe de 2015 a accru le rôle des EPCI à fiscalité propre en leur transférant cette compétence. Ce transfert devait en principe être effectif au 1er janvier 2020, mais la loi Ferrand-Fesneau du 3 août 2018 a introduit la possibilité d’un report de ce transfert au 1er janvier 2026,.

#### Assainissement des eaux usées
En 2020, la commune de Saint-Loup-de-Naud gère le service d’assainissement collectif (collecte, transport et dépollution) en régie directe, c’est-à-dire avec ses propres personnels.
L’assainissement non collectif (ANC) désigne les installations individuelles de traitement des eaux domestiques qui ne sont pas desservies par un réseau public de collecte des eaux usées et qui doivent en conséquence traiter elles-mêmes leurs eaux usées avant de les rejeter dans le milieu naturel. La communauté de communes du Provinois assure pour le compte de la commune le service public d'assainissement non collectif (SPANC), qui a pour mission de vérifier la bonne exécution des travaux de réalisation et de réhabilitation, ainsi que le bon fonctionnement et l’entretien des installations,.

#### Eau potable
En 2020, l'alimentation en eau potable est assurée par le syndicat de l'Eau de l'Est seine-et-marnais (S2E77) qui gère le service en régie,,.

## Population et société

### Démographie
L'évolution du nombre d'habitants est connue à travers les recensements de la population effectués dans la commune depuis 1793. Pour les communes de moins de 10 000 habitants, une enquête de recensement portant sur toute la population est réalisée tous les cinq ans, les populations de référence des années intermédiaires étant quant à elles estimées par interpolation ou extrapolation. Pour la commune, le premier recensement exhaustif entrant dans le cadre du nouveau dispositif a été réalisé en 2008.

En 2022, la commune comptait 859 habitants, en évolution de −2,83 % par rapport à 2016 (Seine-et-Marne : +3,92 %, France hors Mayotte : +2,11 %).
| 1793 | 1800 | 1806 | 1821 | 1831 | 1836 | 1841 | 1846 | 1851 |
| ---- | ---- | ---- | ---- | ---- | ---- | ---- | ---- | ---- |
| 705  | 782  | 809  | 830  | 856  | 840  | 800  | 833  | 821  |

| 1856 | 1861 | 1866 | 1872 | 1876 | 1881 | 1886 | 1891 | 1896 |
| ---- | ---- | ---- | ---- | ---- | ---- | ---- | ---- | ---- |
| 820  | 835  | 803  | 773  | 740  | 671  | 625  | 621  | 524  |

| 1901 | 1906 | 1911 | 1921 | 1926 | 1931 | 1936 | 1946 | 1954 |
| ---- | ---- | ---- | ---- | ---- | ---- | ---- | ---- | ---- |
| 523  | 587  | 623  | 616  | 785  | 751  | 736  | 731  | 768  |

| 1962 | 1968 | 1975 | 1982 | 1990 | 1999 | 2006 | 2008 | 2013 |
| ---- | ---- | ---- | ---- | ---- | ---- | ---- | ---- | ---- |
| 778  | 721  | 670  | 669  | 806  | 855  | 883  | 889  | 887  |

| 2018 | 2022 | - | - | - | - | - | - | - |
| ---- | ---- | - | - | - | - | - | - | - |
| 879  | 859  | - | - | - | - | - | - | - |

### Manifestations culturelles et festivités
Depuis 1989, à l'instigation du secrétaire d'État à la Culture Thierry de Beaucé, alors propriétaire de la Tour, se tient tous les ans le festival de musique « Les après-midi de Saint-Loup » dans l'église romane du village. Les concerts réunissent des musiciens français et étrangers dans des programmes de musique baroque sur instruments d'époque.
Ce festival est régi par une association loi de 1901 dont le but est de : 
- promouvoir une action culturelle et artistique contribuant à l'essor de la musique en Seine-et-Marne.
- encourager et soutenir par ces concerts la restauration de ce monument exceptionnel, visité par de nombreux touristes venus du monde entier.
- contribuer au rayonnement de la culture musicale en milieu rural, en développant des actions d'animation dans les villages environnants.

Le directeur artistique du festival est depuis huit ans Philippe Foulon. Huit communes proches sont partenaires des Après-Midi de Saint-Loup : Chalautre-la-Petite, Chalmaison, Donnemarie-Dontilly, Les Marêts, Longueville-Lourps, Paroy, Provins, Soisy-Bouy.

## Économie
La commune abrite sur son territoire une usine de composants électriques, filiale du groupe Mersen, fondée en 1907 par l'ingénieur et inventeur Emile Albert Fouilleret.
L'usine est toujours appelée de nos jours l'usine Fouilleret, en mémoire de son fondateur de génie et de sa famille qui la dirigea après son décès en 1934 ; notamment son fils aîné Henri Charles Fouilleret, héros de la Résistance mort pour la France à Provins en 1944.
Il existait autrefois une fabrique de céramiques, nommée La Céramique de la Voulzie, également propriété de la famille Fouilleret, qui disparut dans un incendie.

### Revenus de la population et fiscalité
En 2017, le nombre de ménages fiscaux était de 
360, représentant 909 personnes et la  médiane du revenu disponible par unité de consommation  de 22 130 euros.

### Emploi
En 2017 , le nombre total d’emplois dans la zone était de 102, occupant 393 actifs  résidants.
Le taux d'activité de la population (actifs ayant un emploi) âgée de 15 à 64 ans s'élevait à 68,3 % contre un taux de chômage de 9,2 %.
Les 22,5 % d’inactifs se répartissent de la façon suivante : 9,5 % d’étudiants et stagiaires non rémunérés, 8,8 % de retraités ou préretraités et 4,1 % pour les autres inactifs.

### Secteurs d'activité

#### Entreprises et commerces
En 2018, le nombre d'établissements actifs était de 34 dont 3 dans l’industrie manufacturière, industries extractives et autres, 5 dans la construction, 7 dans le commerce de gros et de détail, transports, hébergement et restauration, 3 dans l’Information et communication, 2 dans les activités immobilières, 9 dans les activités spécialisées, scientifiques et techniques et activités de services administratifs et de soutien, 2 dans l’administration publique, enseignement, santé humaine et action sociale et 3  étaient relatifs aux autres activités de services.
En 2019, 2 entreprises individuelles ont été créées sur le territoire de la commune.
Au 1er janvier 2020, la commune ne disposait pas d’hôtel et de terrain de camping.

#### Agriculture
Saint-Loup-de-Naud est dans la petite région agricole dénommée le « Montois », une petite région à l'est du département, en limite sud de la Brie. En 2010, l'orientation technico-économique de l'agriculture sur la commune est la culture de céréales et d'oléoprotéagineux (COP).
Si la productivité agricole de la Seine-et-Marne se situe dans le peloton de tête des départements français, le département enregistre un double phénomène de disparition des terres cultivables (près de 2 000 ha par an dans les années 1980, moins dans les années 2000) et de réduction d'environ 30 % du nombre d'agriculteurs dans les années 2010. Cette tendance se retrouve au niveau de la commune où le nombre d’exploitations est passé de 7 en 1988 à 5 en 2010. Parallèlement, la taille de ces exploitations augmente, passant de 87 ha en 1988 à 115 ha en 2010.
Le tableau ci-dessous présente les principales caractéristiques des exploitations agricoles de Saint-Loup-de-Naud, observées sur une période de 22 ans : 
|                                      | 1988 | 2000 | 2010 |
| ------------------------------------ | ---- | ---- | ---- |
| Dimension économique,                |      |      |      |
| Nombre d’exploitations (u)           | 7    | 5    | 5    |
| Travail (UTA)                        | 6    | 7    | 5    |
| Surface agricole utilisée (ha)       | 607  | 622  | 575  |
| Cultures                             |      |      |      |
| Terres labourables (ha)              | 606  | 622  | 573  |
| Céréales (ha)                        | 404  | 373  | 386  |
| dont blé tendre (ha)                 | 296  | 309  | 312  |
| dont maïs-grain et maïs-semence (ha) | 86   | 29   | 15   |
| Tournesol (ha)                       | 63   | s    |      |
| Colza et navette (ha)                | 41   | 79   | 114  |
| Élevage                              |      |      |      |
| Cheptel (UGBTA)                      | 3    | 1    | 10   |

## Culture locale et patrimoine
La commune est traversée par le GRP « Thibaut de Champagne » qui forme une boucle d'environ 140 km en Seine-et-Marne. Ce GRP risque d'être abandonné au profit de sentiers plus courts et plus facilement entretenus.

### Lieux et monuments

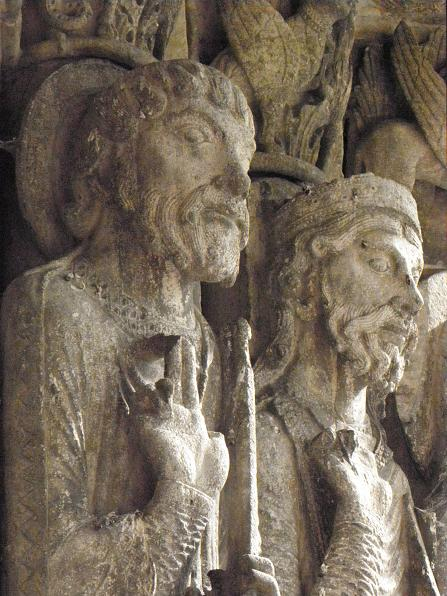
Statues de saint Pierre et de Salomon (portail occidental de l'église priorale).

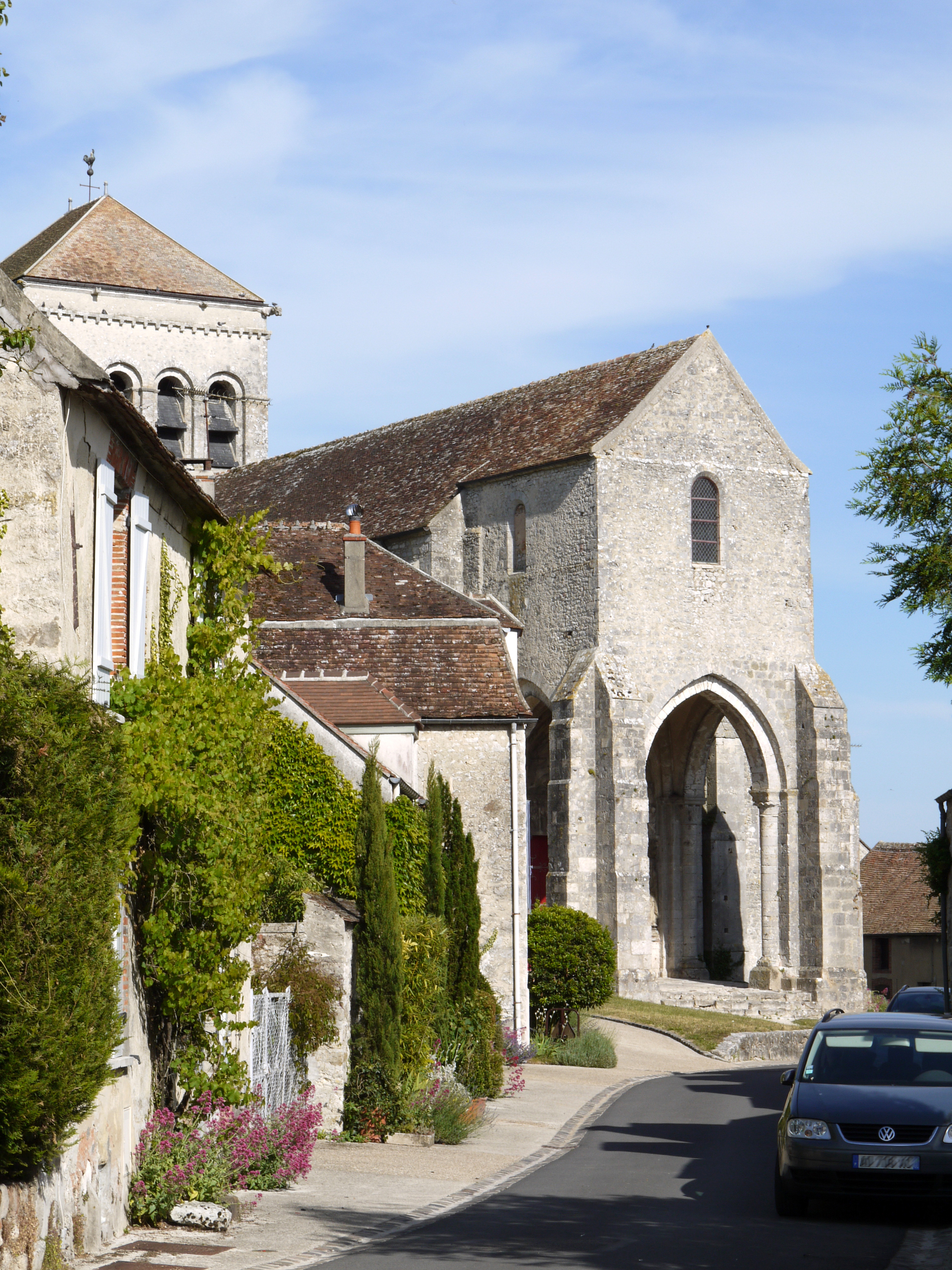
Porche de l'église priorale.

#### Église Saint-Loup
Construit autour d'un prieuré bénédictin, le village conserve une église des XIe et XIIe siècles, considérée comme l'un des plus beaux édifices romans d'Île-de-France. Elle possède une nef en berceau et un portail en style gothique primitif avec un remarquable tympan sur lequel trône un christ en majesté entre les symboles des évangélistes. Nouveauté pour l'époque, des statues de saints et de prophètes ornent les côtés du portail. Ce tympan aurait inspiré à Proust la description du portail de l'église de Balbec, qu'il fait dans À la recherche du temps perdu.
Frappée le 17 août 2011 par un arrêté municipal de péril, l'église fut fermée avant de rouvrir au public en décembre 2013. À l'été 2017 elle a été fermée pour travaux de réfection du portail.

#### Tour de la «Haute Maison»

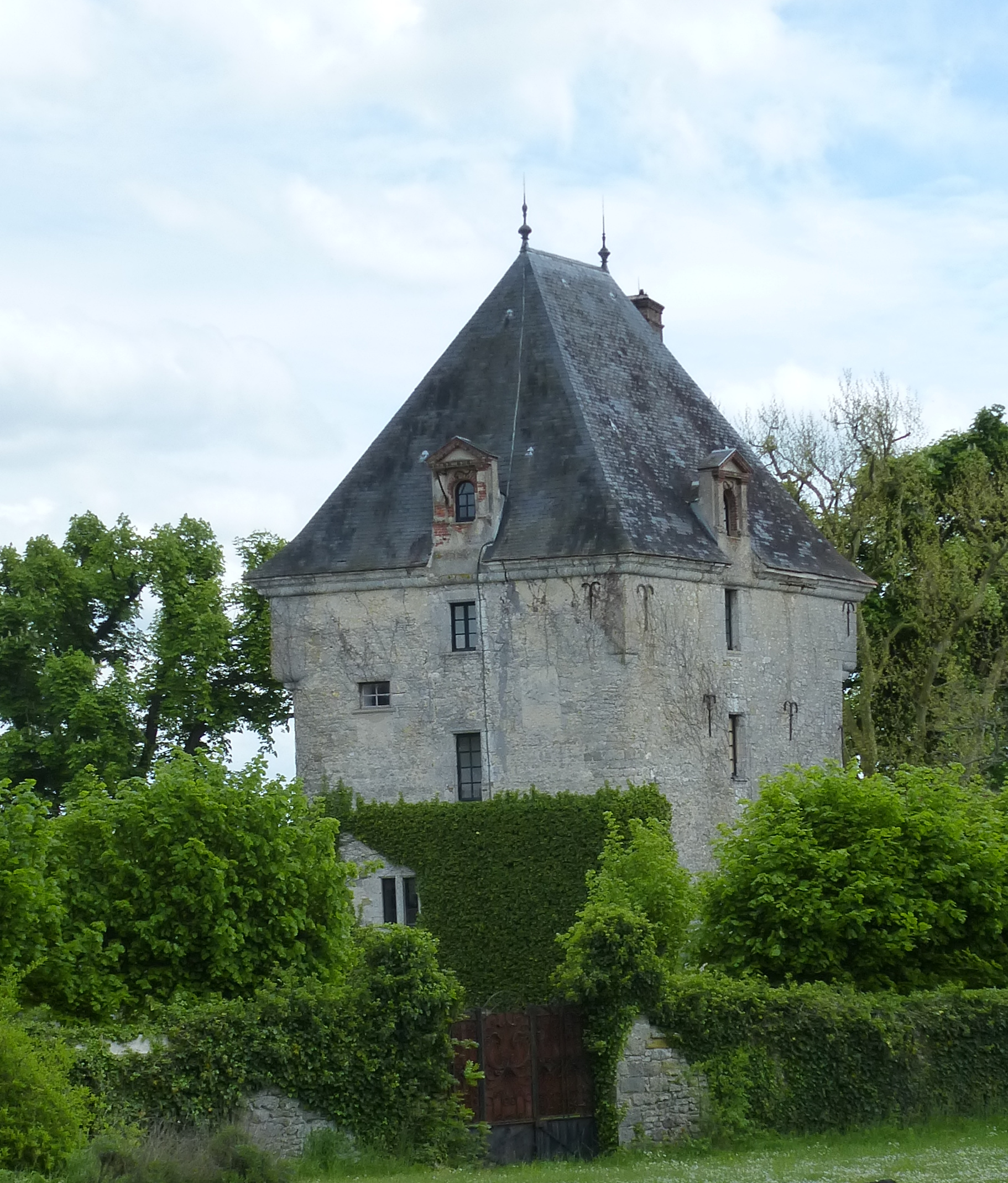
Tour, dite « Haute Maison ».

La Tour de la « Haute Maison », construite au XIIIe siècle, est l'ancienne maison forte du prieuré de Saint-Loup. Au XVe siècle, du fait de la ruine du prieuré de Saint-Loup, elle devient propriété de seigneurs locaux. Elle passe entre les mains de la famille de Saint-Phalle (branche Féra, marquis de Saint-Phalle), puis vendue en 1873 à Paul Delondre, qui la revend enfin, après 1913, à Winnaretta Singer, princesse de Polignac, qui la donne à son amante, Violet Trefusis. Celle-ci y reçoit ses amis, comme Marcel Proust, qui vient lui rendre visite. (Le personnage du marquis de Saint-Loup de son roman À la recherche du temps perdu est néanmoins antérieur à ces visites). Violet Trefusis y tient un salon littéraire de 1945 à 1966. À sa mort, la propriété est vendue et le mobilier dispersé.
La Tour est classée au titre des monuments historiques par arrêté du 16 février 1990.

### Personnalités liées à la commune
- Violet Trefusis (1894-1972), femme de lettres britannique.
- Pierre-Eugène Clairin (1897-1980), peintre, illustrateur et graveur - Prix Abd-el-Tif en 1929.
- Maurice Mourlot (1906-1983), peintre, lithographe et graveur.